# 马蒂亚斯·翁格马赫
马蒂亚斯·翁格马赫（德語：Matthias Ungemach，1968年5月21日—），德国男子赛艇运动员。他曾代表西德、德国参加世界赛艇锦标赛，获得二枚金牌。他也曾参加1992年和1996年夏季奥运会。